# Puttalam District
Puttalam District är ett distrikt i Sri Lanka.   Det ligger i provinsen Nordvästprovinsen, i den västra delen av landet, 120 km norr om huvudstaden Colombo. Antalet invånare är 728 605. Arean är 3 072 kvadratkilometer.
Terrängen i Puttalam District är mycket platt.
Puttalam District delas in i:
- Nawagattegama Division
- Nattandiya Division
- Dankotuwa Division
- Wennappuwa Division
- Anamaduwa Division
- Mahakumbukkadawala Division
- Arachchikattuwa Division
- Pallama Division
- Chilaw Division
- Madampe Division
- Mahawewa Division
- Kalpitiya Division
- Karuwalagaswewa Division
- Puttalam Division